# Ženski svetovni rekord v teku na 10000 m
Ženski svetovni rekord v teku na 10000 m. Prvi uradno priznani rekord je leta 1981 postavila Jelena Sipatova s časom 32:17,20, aktualni rekord pa je 25. maja 2024 postavila Beatrice Chebet s časom 28:54,14. Mednarodna atletska zveza uradno priznava 12 rekordov.

## Razvoj rekorda
| Čas      | Atletinja                | Datum             | Prizorišče     | Vir   |
| -------- | ------------------------ | ----------------- | -------------- | ----- |
| 32:17,20 | Jelena Sipatova (URS)    | 19. oktober 1981  | Moskva         | [ 1 ] |
| 31:35,3  | Mary Decker-Slaney (USA) | 16. julij, 1982   | Eugene         | [ 1 ] |
| 31:35,01 | Ljudmila Bragina (URS)   | 29. maj 1983      | Krasnodar      | [ 1 ] |
| 31:27,58 | Raisa Sadrejdinova (URS) | 7. september 1983 | Odesa          | [ 1 ] |
| 31:13,78 | Olga Bondarenko (URS)    | 23. junij 1984    | Kijev          | [ 1 ] |
| 30:59,42 | Ingrid Kristiansen (NOR) | 27. julij 1985    | Oslo           | [ 1 ] |
| 30:13,74 | Ingrid Kristiansen (NOR) | 5. julij 1986     | Oslo           | [ 1 ] |
| 29:31,78 | Vang Džunšia (CHN)       | 8. september 1993 | Peking         | [ 1 ] |
| 29:17,45 | Almaz Ayana (ETH)        | 12. avgust 2016   | Rio de Janeiro | [ 2 ] |
| 29:06,82 | Sifan Hassan (NED)       | 6. junij 2021     | Hengelo        | [ 3 ] |
| 29:01,03 | Letesenbet Gidey (ETH)   | 6. junij 2021     | Hengelo        | [ 4 ] |
| 28:54,14 | Beatrice Chebet (KEN)    | 25. maj 2024      | Eugene         | [ 5 ] |